# Сабо, Пал
Пал Са́бо (венг. Szabó Pál; 5 апреля 1893 Бихаругра, Австро-Венгрия, ныне Венгрия — 31 октября 1970 Будапешт, Венгрия) — венгерский писатель, драматург, сценарист, журналист и политик.

## Биография
Деятель Венгерской советской республики; после её падения подвергался репрессиям. В 1930 году был соучредителем и заместителем председателя Независимой партии мелких хозяев. Участвовал также в деятельности Партии независимости, Партии 1848 года и левой Национально-крестьянской партии (в 1939—1944 годах — её председатель). В 1945—1970 годах депутат парламента. Когда в 1954 году был образован Отечественный народный фронт, стал его первым председателем. В первом романе «Люди» заметно влияние Жигмонда Морица.

## Романы
- «Люди» (1930)
- «Попы, воскресенья» (1933)
- «Озимь» (1940)
- трилогия «Свадьбы» — «Крестины» — «Люльки» (1942‒43)
- «Новая земля» (1953, русский перевод 1955)
- повесть «Там за Тисой, за Дунаем» (1960)
- автобиографический роман «Беспокойная жизнь» (4 тома, 1954‒58)
- прозаический сборник «Таков весь мир» (1958)
- прозаический сборник «Под синим небом» (1963)

## Сочинения
- Isten malmai. — Budapest, 1949.
- Munkák és napok. — Budapest, 1955.
- Szépülő szegénység. — Budapest, 1969.

## Издания на русском языке
- Пал Сабо. Новая земля. — М., «Издательство иностранной литературы», 1955.
- Пал Сабо. Пядь земли. — М., «Прогресс», 1975.

## Награды
- 1948 — Орден Кошута
- 1949 — Премия имени Баумгартена
- 1950 — Премия имени Аттилы Йожефа
- 1951 — Премия имени Кошута
- 1954 — Премия имени Кошута